# Fours à chaux de Lardy
Les Fours à chaux de Lardy sont un ancien ensemble industriel de four à chaux situé à Lardy, dans le département de l'Essonne, en région Île-de-France. Le site est inscrit au titre des monuments historiques depuis 1996.

## Localisation
Le four est situé Chemin de la Grande Ruelle.

## Historique
Les four à chaux conservés sont construits au milieu du XVIIIe siècle.
Un arrêté du 17 décembre 1996 inscrit les fours au titre des monuments historiques.